# Parti républicain (Transnistrie)
Pour les articles homonymes, voir Parti républicain.
Obnovlenie (russe : Обновление ; Renouveau), officiellement le Parti républicain, est un parti politique de l'État non reconnu de Transnistrie, une région internationalement reconnue comme faisant partie de la Moldavie. C'est le parti majoritaire au Conseil suprême depuis 2005.

## Résultats électoraux

### Élections législatives
| Année | Sièges  | +/– | Gouvernement |
| ----- | ------- | --- | ------------ |
| 2000  | 7 / 43  | Nv  | Opposition   |
| 2005  | 23 / 43 | 16  | Majorité     |
| 2010  | 25 / 43 | 2   | Majorité     |
| 2015  | 35 / 43 | 10  | Majorité     |
| 2020  | 29 / 33 | 6   | Majorité     |

### Élections présidentielles
| Année | Candidat                       | Voix    | %     | Position | Résultat |
| ----- | ------------------------------ | ------- | ----- | -------- | -------- |
| 2011  | Anatoli Kaminski               | 44 071  | 19,67 | 2e       | Non élu  |
| 2016  | Soutien de Vadim Krasnosselski | 157 410 | 62,30 | 1er      | Élu      |
| 2021  | Soutien de Vadim Krasnosselski | 113 620 | 87,04 | 1er      | Élu      |